# Jonathan López
Jonathan Winibakcer López Mejicanos (ur. 10 maja 1988 w Gwatemali) – piłkarz gwatemalski grający na pozycji pomocnika.

## Kariera klubowa
Karierę piłkarską López rozpoczął w klubie Deportivo Malacateco. W sezonie 2007/2008 zadebiutował w jego barwach w pierwszej lidze gwatemalskiej. Po pół roku gry w tym klubie przeszedł do Deportivo Marquense, w którym jest podstawowym zawodnikiem.
| Sezon   | Klub                 | Kraj      | Rozgrywki     | Mecze | Bramki |
| ------- | -------------------- | --------- | ------------- | ----- | ------ |
| 2007/08 | Deportivo Malacateco | Gwatemala | Liga Nacional | ?     | ?      |
| 2007/08 | Deportivo Marquense  | Gwatemala | Liga Nacional | 11    | 0      |
| 2008/09 | Deportivo Marquense  | Gwatemala | Liga Nacional | 25    | 0      |
| 2009/10 | Deportivo Marquense  | Gwatemala | Liga Nacional | 36    | 1      |
| 2010/11 | Deportivo Marquense  | Gwatemala | Liga Nacional |       |        |

## Kariera reprezentacyjna
W reprezentacji Gwatemali López zadebiutował 7 września 2010 w przegranym 1:2 towarzyskim meczu z Japonią. W 2011 roku został powołany do kadry na Złoty Puchar CONCACAF 2011. Rozegrał na nim 3 mecze: z Hondurasem (0:0), z Jamajką (0:2) i z Grenadą (4:0).